# NGC 4807A
NGC 4807A (другое обозначение — PGC 214040) — эллиптическая галактика (E5) в созвездии Волосы Вероники.
Этот объект не входит в число перечисленных в оригинальной редакции «Нового общего каталога» и был добавлен позднее.